# Zdzisław Filipkiewicz
Zdzisław Henryk Filipkiewicz (Cracovia, 21 giugno 1916 – Cracovia, 27 aprile 1983) è stato un cestista polacco.

## Carriera
Ha disputato con la Polonia le Olimpiadi di Berlino 1936, giocando cinque partite.